# Pitomi šipak
Pitomi šipak ili mogranj, obični mogranj, šipak, nar, granat, granat-jabuka, zrnati šipak, zrnati mogranj  (lat. Punica granatum) grm je ili drvo koje uspijeva u krajevima s toplijom klimom. Polulistopadna je biljka koja će za blažih zima zadržati dio svojih listova, dok će za oštrijih zima izgubiti sve listove. Biljka ima uspravne i razgranate grane, a stanište joj je osunčano s visokim temperaturama i vodopropusnim tlom jer biljka ne voli mnogo vlage. Cvjetovi su zvonoliki, a plod veličine jabuke žućkasto-crvene je boje. Kora ploda je kožasta i ne jede se. Unutar ploda nalaze se jestive, slatke i sočne sjemenke koje imaju po jednu ovalnu košticu. Koristi se za izradu želea i sokova. Bogat je fosforom, kalijem, kalcijem i željezom, a sadržava i vitamin B3 (niacin), te vitamine B1, B2, B6 i B5 (pantotensku kiselinu).  
Mnoge su studije potvrdile da se radi o jednom od najljekovitijih voća na svijetu, zbog blagotvornog utjecaja na kardiovaskularni, živčani i koštani sustav. Pokazalo se i da dnevna doza ekstrakta nara može pomoći u snižavanju krvnog tlaka i razine kolesterola. Znanstvenici smatraju, da smanjuje rizik od srčanih bolesti kod gojaznih osoba za 17 posto.
Studije pokazuju da sadrži bogatstvo antioksidansa, a povećana konzumacija povezana je s poboljšanjem kardiovaskularnog statusa, usporavanjem gubitka hrskavice što bi moglo utjecati na usporavanje artritisa, kao i s povoljnim djelovanjem na prostatu, krvni tlak, Alzheimerovu bolest, plodnost i starenje.

## Sastav
Plod običnog mogranja se sastoji od soka (38,6–63,5%), kore (27,6–51,6%) i sjemenki (7,2–22,2%). U najboljim kultivarima jestivi udio je 65–68%, a prinos soka 78,5–84,5%.
Energetska vrijednost 100 g jestivog dijela plodova iznosi 62–79 kcal, a 100 ml soka 42–65 kcal. Plodovi biljke sadrže oko 1,6% proteina, 0,1-0,7% masti, 0,2-5,2% vlakana i 0,5-0,7% pepela.
Sok i pulpa sjemenki zrelih plodova kultiviranih sorti sadrže do 20% šećera, 0,2 do 9% organskih kiselina, uključujući limunsku 5-6%, i malu količinu jabučne kiseline. Šipkov sok sadrži 0,208-0,218% minerala, uključujući mangan, fosfor, magnezij, aluminij, silicij, krom, nikl, kalcij, bakar. Sadržaj vitamina (mg%): C  – 4,0-8,7; Bl 0,04-0,36; B2  – 0,01-0,27; B6  – 0,50; B12  – 0,54; mnogo tvari sličnih P-vitaminima, niacin, tragovi vitamina A i folacina. U soku divljih sorti nalazi se 5-12% šećera, a kiselina – iznad 10%. Tanini i boje u soku od šipaka 0,82-1,13%, flavonoidi, uključujući antocijanine, 34,0-76,5%.
Osim fenolnih spojeva, sok šipka sadrži 15,5–29,2 mg% katehina, oko 2% proteina, 61–95 mg% aminokiselina (od kojih je identificirano 15 aminokiselina: cistin, lizin, histidin, arginin, asparaginska kiselina, serin, treonin, glutaminska kiselina, alanin, hidroksiprolin, alfa-amino-maslačna kiselina ), 6-20% masno ulje koje se sastoji od linolne (40,03%), palmitinske (16,46%), oleinske (23,75%), linolenske (2, 98%), stearinska (6,78%), begonska (1,63%) kiselina. Pored toga, 3,4% dušičnih tvari, 12,6% škroba, 22,4% celuloze. Ulje sadrži 272 mg% vitamina E.
Koštica voća sadrži makroelemente (mg / g): kalij  – 18,90, kalcij  – 4,0, magnezij  – 0,50, željezo  – 0,05; elementi u tragovima (µg / g): mangan  – 5,28, bakar  – 2,50, cink  – 3,80, molibden  – 0,40, krom  – 0,32, aluminij  – 33,68, selen  – 0,08, nikal  – 0,32, stroncij  – 19,36, bor  – 54,40.
Cvjetovi sadrže boju punicin. U lišću ove biljke utvrđena je prisutnost 0,2% ursolične kiseline.
Kora sadrži alkaloide, derivate piperidina – izopeletierin, metil izopeletierin i pseudopeletierin koji imaju anthelminitički učinak.

## Podrijetlo
Ovisno o raznim autorima, podrijetlo ove biljke se različito interpretira. Pojedini autori je izvorno svrstavaju u regiju Irana, Pakistana, Afganistana i sjeverne Indije, dok je drugi svrstavaju u autohtonu mediteransku biljku. 

## Nomenklatura i taksonomija
Obični mogranj je, zajedno sa sokotranskim mogranjem, dio roda Mogranj. Budući da gotovo svaki ljudski kontakt s ovim rodom kroz povijest uzgoja i proizvodnja je bio s prvom vrstom, sama riječ 'mogranj' je sinonima za obični mogranj. Etimologija naziva 'mogranj' pokazuje da je bar u srodstvu s modernim talijanskim nazivom 'melograno' (zrnata jabuka), no ne zna se jeli termin udomaćen za vrijeme Rimskoga carstva (preko sada-izumrlog dalmatinskoga jezika) ili kasnije pod utjecajem Mlečana. U Hrvatskoj se često primjećuje i orientalni naziv 'nar,' koji je porijeklom perzijski naziv udomaćen za vrijeme Osmanskog carstva. Naziv 'šipak' iako se u naroda više odnosio na plod biljke iz roda ruže, također je bio kombiniran s pridjevima kao što su 'morski šipak' i 'zrnati šipak,' što prodavači često znaju skratiti na samo 'šipak,' praveći zbrku.

## Podrazdioba vrste
- Punica granatum var. spontanea – mogranj u divljem stanju (poznat kao ljutun, naročito prisutan u dolini Neretve), niži i trnovitiji grm, s manjim i kiselim plodovima.
- Punica granatum var. sativa – pitomi mogranj, jačeg i većeg rasta, krupnijih, slađih i jestivih plodova.
- Punica granatum var. nana – ukrasni mogranj, ukrasni grm, uzgaja se zbog svog patuljastog rasta i malih plodova. Boja cvjetova varira ovisno o podvrsti od bijele do crvene. Ima najbolje predispozicije za oblikovanje u bonsai.

## Imena sorti koje se uzgajaju u RH
Po popisu Instituta za jadranske kulture i melioraciju krša, u Hrvatskoj se uzgajaju sljedeće sorte:
- Barski slatki, barski sladun[2]
- Ciparski[2]
- Dubrovački kasni
- Glavaš[2]
- Konjski zubi[2]
- Medun
- Mojdeški sitnozrni
- Paštrac (paštrun)
- Sladun
- Slatki tankokorac
- Zamorski

## Vanjske poveznice
- Donatella Verbanac. 2008. Nar nije isto što i šipak! Slobodna Dalmacija